# Pereskiopsis
Pereskiopsis (gốc từ tiếng Hy Lạp -opsis, có nghĩa là "nhìn", vì nó giống với chi Pereskia) là một chi xương rồng khác (họ Cactaceae).
Peireskiopsis Vaupel là một biến thể chính thống.

## Mô tả
Hình dạng của Pereskiopsis không phải của một cây xương rồng điển hình, vì nó có những chiếc lá lớn màu xanh lá cây và mọc như một bụi cây. Cây có  núm lông, thường bao gồm gai và lông móc, cây có ra ra hoa, nhờ đó mà xác định là một loại cây xương rồng. Hoa của nó nở trong ngày. Pereskiopsis thường được sử dụng làm gốc ghép cho các loài xương rồng khác, vì nó thúc đẩy sự phát triển nhanh chóng của chồi ghép. Đường kính cây nhỏ làm cho nó trở thành một nguồn chân ghép tuyệt vời cho những cây mầm. Nhưng nhiều loài sẽ phát triển nhanh và lớn hơn gốc ghép, nên phải ghép lại hoặc hạ xuống. Pereskiopsis là loài xương rồng nhiệt đới và không thể chịu được sự đóng băng. Do đó duy trì nhiệt độ khoảng 12 °C trong mùa đông và ít nước. Thân cây có xu hướng rất dễ bị thối, đặc biệt là với nhiệt độ thấp khi cây không phát triển lắm.